# Colostygia nigrifasciata
Colostygia nigrifasciata är en fjärilsart som beskrevs av Eugen Wehrli 1924. Colostygia nigrifasciata ingår i släktet Colostygia och familjen mätare. Inga underarter finns listade i Catalogue of Life.